# Frankfurt am Main repülőtéri távolsági állomás
Frankfurt am Main repülőtéri távolsági állomás vasútállomás Németországban, Frankfurt am Main repülőtere mellett.
Az 1999-ben megnyitott repülőtéri állomás Németország legnagyobb és legforgalmasabb repülőtéri állomása. Naponta 30 ezer utas fordul meg itt. A reptér saját adatai azt mutatják, hogy 2015 elején a reptéri utasok 17,6%-a távolsági vonattal, 13,4%-a pedig S-Bahnnal érkezett a reptérre.
Napi 210 távolsági vonat állt meg itt, ebből 185 ICE (2009)
2012-ben a napi 174 nagysebességű vonattal összesen 5,6 millió utas érkezett ide.

## Vasútvonalak
Az állomást az alábbi vasútvonalak érintik:
- Köln–Frankfurt nagysebességű vasútvonal

## Kapcsolódó állomások
A vasútállomáshoz az alábbi állomások vannak a legközelebb:
- Mannheim Hauptbahnhof
- Frankfurt Hauptbahnhof (Frankfurt Hauptbahnhof, ICE 78)
- Mainz Hauptbahnhof
- Limburg Süd vasútállomás
- Köln Hauptbahnhof (Amsterdam Centraal, ICE 78)

## Forgalom
A vasútállomást tizenegy InterCity- és három ICE vonal érinti.
| Járat  | Útvonal | Gyakoriság    |
| ------ | --- | ------------- |
| ICE 20 | (Kiel –) Hamburg – Hannover – Kassel-Wilhelmshöhe – Frankfurt (Main) Hbf – (Frankfurt Flughafen Fernbf –) Mannheim – Karlsruhe – Freiburg (Breisgau) – Basel SBB (– Zürich – Interlaken Ost) | egyes vonatok |
| ICE 22 | (Kiel –) Hamburg – Hannover – Kassel-Wilhelmshöhe – Frankfurt (Main) Hbf – Frankfurt Flughafen Fernbf – Mannheim – (Heidelberg –) Stuttgart                                                  | kétóránként   |
| ICE 31 | Kiel – Hamburg – Münster (Westf) – Dortmund – Duisburg – Köln – Koblenz – Frankfurt Flughafen Fernbf – Frankfurt (Main) Hbf – Mannheim – Freiburg (Breisgau) – Basel SBB                     | egyes vonatok |
| ICE 41 | (Dortmund –) Essen – Duisburg – Köln Messe/Deutz – Frankfurt Flughafen Fernbf – Frankfurt (Main) Hbf – Würzburg – Nürnberg – München                                                         | óránként      |
| ICE 42 | Dortmund – Duisburg – Köln Hbf – Frankfurt Flughafen Fernbf – Mannheim – Stuttgart – München                                                                                                 | kétóránként   |
| ICE 43 | Köln – Frankfurt Flughafen Fernbf – Mannheim – Freiburg (Breisgau) – Basel SBB | kétóránként   |
| ICE 49 | Köln – (Köln/Bonn Flughafen –) Siegburg/Bonn – Montabaur – Limburg Süd – Frankfurt Flughafen Fernbf – Frankfurt (Main) Hbf                                                                   | egyes vonatok |
| ICE 50 | Dresden – Leipzig – Erfurt – Fulda – Frankfurt (Main) Hbf/Frankfurt (Main) Süd – Frankfurt Flughafen Fernbf (– Wiesbaden)                                                                    | kétóránként   |
| ICE 78 | Amsterdam – Arnhem – Duisburg – Köln Messe/Deutz –Frankfurt Flughafen Fernbf – Frankfurt (Main) Hbf                                                                                          | kétóránként   |
| ICE 79 | Bruxelles-Midi – Liège-Guillemins – Aachen – Köln – Frankfurt Flughafen Fernbf – Frankfurt (Main) Hbf                                                                                        | egyes vonatok |
| ICE 91 | (Dortmund – Köln Messe/Deutz – Frankfurt Flughafen Fernbf –) Frankfurt (Main) Hbf – Würzburg – Nürnberg – Regensburg – Passau – Linz – Wien Hbf – Wien Flughafen                             | egyes vonatok |
| IC 30  | Hamburg – Bremen – Münster (Westf) – Dortmund – Duisburg – Köln – Koblenz – Frankfurt Flughafen Fernbf – Mannheim – Stuttgart                                                                | egyes vonatok |
| IC 31  | (Kiel –) Hamburg – Bremen – Münster (Westf) – Dortmund – Wuppertal – Köln – Koblenz – Frankfurt Flughafen Fernbf – Frankfurt (Main) Hbf – Würzburg – Nürnberg – Passau (– Wien Hbf)          | kétóránként   |
| IC 32  | Dortmund – Duisburg – Köln – Koblenz – Frankfurt Flughafen Fernbf – Frankfurt (Main) Hbf – Mannheim – Heidelberg – Stuttgart                                                                 | egyes vonatok |

A reptérre érkező utasok 16 százaléka 2009-ben ICE vonattal érkezett.

## Képgaléria

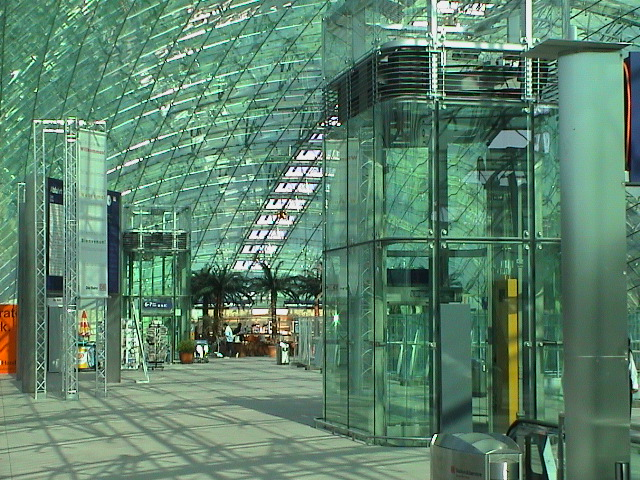
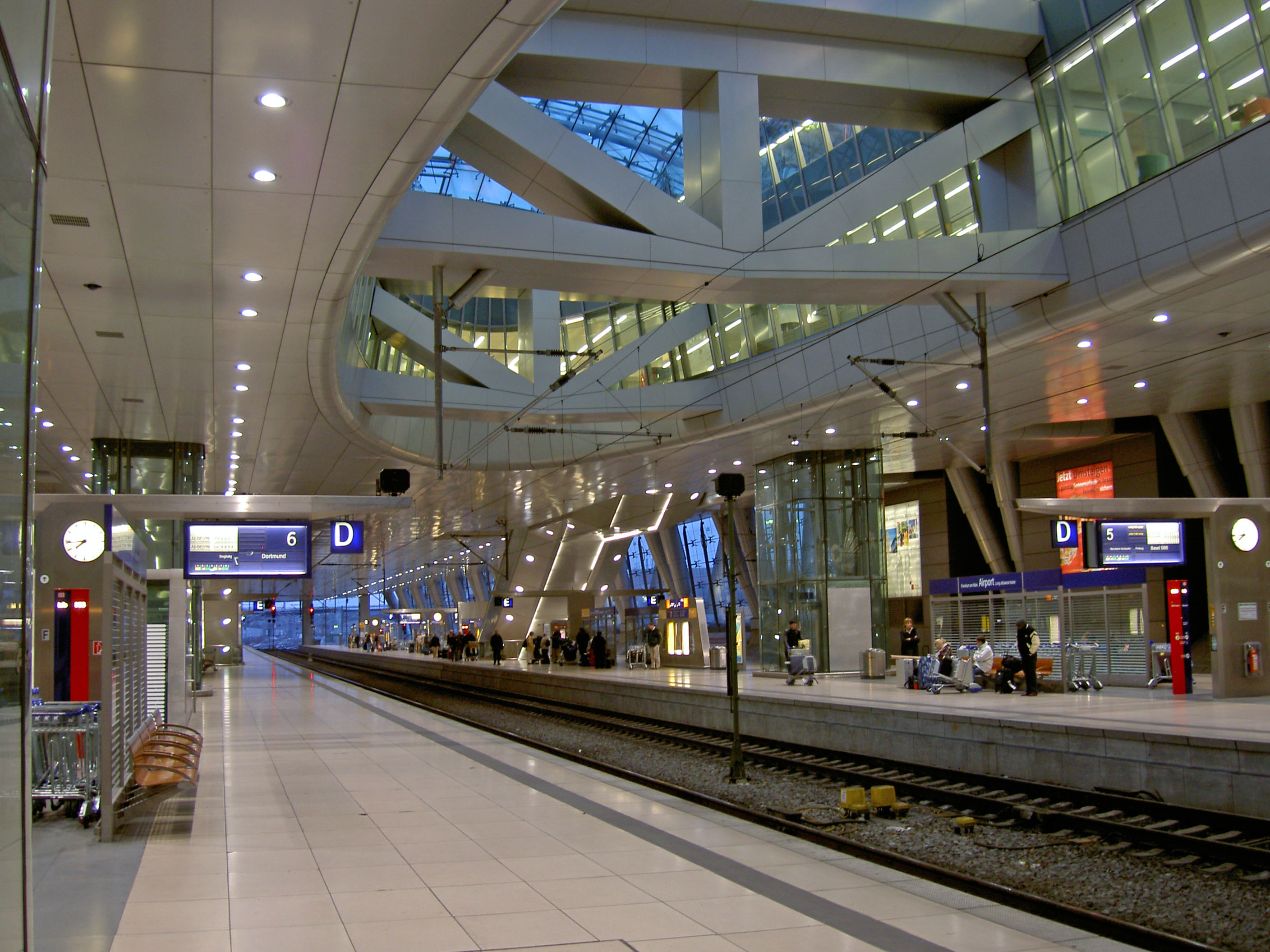
A vágányok a peronokkal
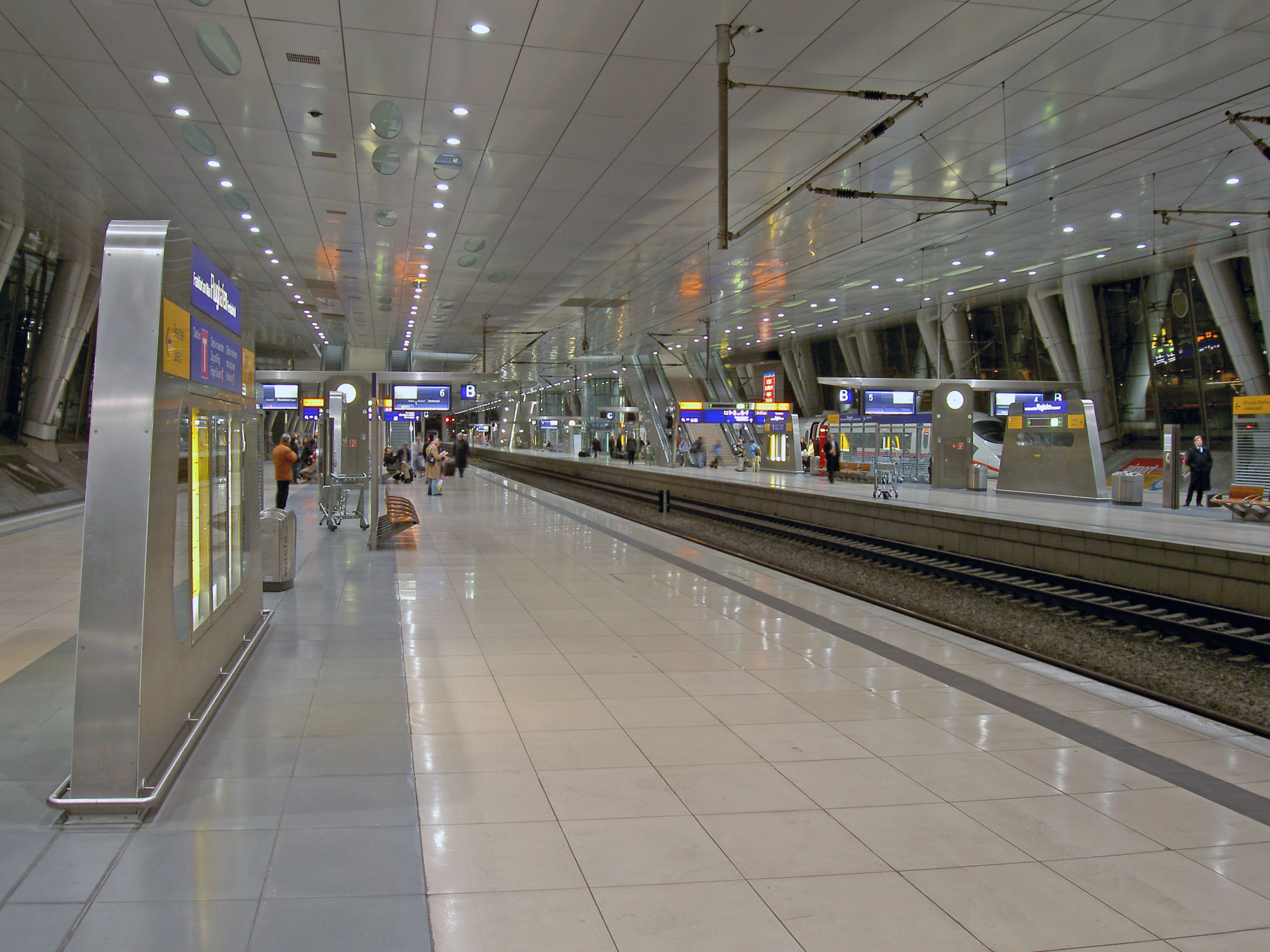
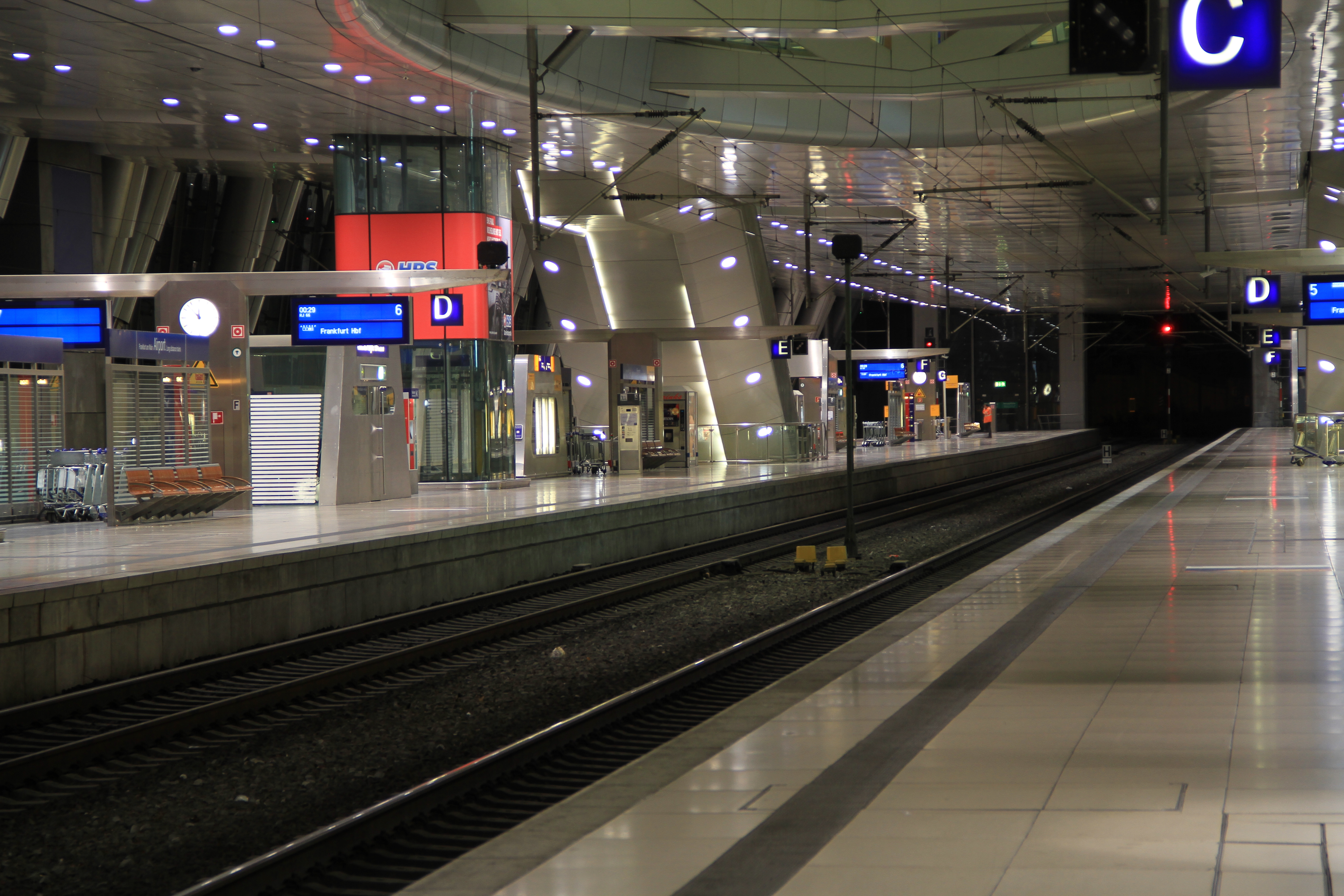